# Erika Bella
Erika Bella, nome d'arte di Erika Rakoscy (Budapest, 23 agosto 1972), è un'ex attrice pornografica ungherese.
È riconosciuta come una delle attrici ungheresi che hanno contribuito alla costruzione dell'industria italiana delle pellicole pornografiche.

## Biografia
È stata scoperta da Christophe Clark e lanciata dalla casa di produzione Private nel 1995, esordendo nel film Tesori Vergini girato ai Caraibi. Da allora ha lavorato con i massimi esponenti del cinema pornografico internazionale. In tre anni di hard ha cambiato tre volte il suo pseudonimo: Rouge, Lamour e Stone, lavorando con i principali registi del vecchio continente tra cui in Italia Mario Salieri, Max Bellocchio e Joe D'Amato, in Francia con Marc Dorcel e in Germania con Moli. 
Dopo essere sbarcata negli Stati Uniti d'America ha convinto subito i film-maker più emblematici del porno americano, John Leslie, Christopher Alexander (che l'ha scelta come "starbanger" per il suo The Gang Bang Girl n.20) e Patrick Collins. Erika Bella aveva già conosciuto Collins in occasione del film Euroslut, dove lei interpreta sé stessa: la protagonista magiara. Dal 1994 al 2008, anno in cui ha lasciato il mondo dei film hard, è apparsa in 
oltre 100 film.

## Riconoscimenti
AVN Awards
- 1996 - Best Group Sex Scene - Video per World Sex Tour 1 con Stephanie Sartori, Mark Davis e Sean Michaels[6]

## Filmografia
Comprende:
- Citizen Shane (1994)
- Violentata davanti al marito (1994)
- Private Film 13 - Virgin Treasures 2 (1994)
- Private Video Magazine 11 (1994)
- Private Video Magazine 12 (1994)
- Private Video Magazine 15 (1994)
- Sluts N' Angels in Budapest (1994)
- Butt Banged Cycle Sluts (1995)
- Erika Bella - Eura Slut (1995)
- Indecent (1995)
- Le Parfum de Mathilde (1995)
- Midnight Obsession (1995)
- Planet Sex (1995)
- Private Lust Treasures 7 (1995)
- Thief, the Girl and the Detective 2 (1995)
- Triple X 3 (1995)
- World Sex Tour 1 (1995)
- Il tuo Corpo, La Mia Anima (1995)
- Anal Fantasies 2 (1996)
- Angel Hard (1996)
- Best of World Sex Tour 1 (1996)
- First Lady (1996)
- Inheritance (1996)
- Loves of Laure (1996)
- World Sex Tour 4 (1996)
- La Venexiana (1996)
- Big Titty Chicks (1997)
- Castle of Lucretia (1997)
- Castle of Lucretia 2 (1997)
- Double Anal Club 2 (1997)
- Eternal Desire (1997)
- Flying Nurses (1997)
- Fuck My Dirty Shit Hole (1997)
- Maze (1997)
- Nasty Girls 15 (1997)
- Nasty Nymphos 17 (1997)
- Nasty Nymphos 19 (1997)
- Paolina (1997)
- Perverted Stories 15 - Tales of Perversion (1997)
- Planet SexXXX (1997)
- La moglie bugiarda (1997)
- Private Gaia 3 - Weekend in Bologna (1997)
- Private Stories 25 - Jennifer and Suzanna (1997)
- Russian Rhapsody 1 (1997)
- Russian Rhapsody 2 - Operation Double Penetration (1997)
- TG Hard - Tongue and Groove (1997)
- Triple X 26 (1997)
- Voyeur 10 (1997)
- Angela Summers - All of Me (1998)
- Confession of Indecency (1998)
- Experiences (1998)
- Festival of 55 Blowjobs (1998)
- Intimate Strangers (1998)
- Looker (1998)
- Cock Smokers 9 (1999)
- Experiences 2 (1999)
- Magic Eros (1999)
- Revenge (1999)
- 80 All Star Cumshots 6 (2000)
- Blowjob Adventures of Dr. Fellatio 8 (2000)
- Private Film 11 - Virgin Treasures (2000)
- Sodomania 24 - Tease Me Please Me (2000)
- Sodomania Slop Shots 5 (2000)
- Video Adventures of Peeping Tom 11 (2000)
- Private Castings X 8 - Eva Roberts (2002)
- Sodomania Slop Shots 11 (2002)
- Ulysses (2002)
- AnaXtasia (2003)
- Best by Private 50 - Lesbian Games (2003)
- Demons of Lust (2003)
- Devil's Lair (2003)
- Seven Sexy Sins (2003)
- Private Castings X 30 - Gabriella Kerez (2004)
- Labyrinthe (2005)
- Outnumbered by Cock 1 (2005)
- War and Sex (2007)
- Sweet 'N Stacked (2009)
- Anal X 10
- Blowjob Babes 1
- Double Penetration Nation 9
- European Supermodels
- Global Pink
- Hot Diamond
- Joy Club
- Lustful Vacation
- Napolean
- Pick Up Lines 23
- Pick Up Lines 25
- Prima 17 - Indecent Confessions
- Pussy Beat 2
- Sex Connection
- Sex For Life Too
- Sodomania 23 - Broken Mirrors
- Sodomania Slop Shots 4
- Those Fucking Brunettes 10
- Triple X 31
- Voyeur's Favorite Blowjobs And Anals 6
- Violentata davanti al marito